# Ludvig Dam
 Ikke at forveksle med journalisten Hans Dam.
Hans Peter Ludvig Dam (født 24. marts 1884 i Nykøbing Falster, død 29. marts 1972 i Odense) var dansk elektromekaniker og svømmer.
Dam vandt sølv i 100 meter rygcrawl på tiden 1:26.6 ved Sommer-OL 1908 i London. Han deltog også i det danske 2 x 200 meter hold som ikke nåede finalen. 1906 deltog han i OL i Athen hvor han blev slået ud i de inledende heat på 100 meter fri. Fire år senere, ved Sommer-OL 1912 i Stockholm, var han uden at komme i aktion reserve for det mandskab, der vandt guld i fireårers inrigger i roning.
Dam flyttede Nykøbing Falster til København i 1903 og var medlem af Gymnastik- og Svømmeforeningen Hermes.